# Élections municipales partielles françaises de 2009
Trente-huit élections municipales partielles ont lieu en 2009 en France.

## Bilan
| Partis       | Partis                            | Maires sortants | Maires élus | Évolution     |
| ------------ | --------------------------------- | --------------- | ----------- | ------------- |
|              | Parti socialiste                  | 7               | 9           | 2             |
|              | Divers gauche                     | 4               | 6           | 2             |
|              | Parti communiste français         | 4               | 2           | 2             |
|              | Parti communiste réunionnais      | 2               | 2           | en stagnation |
| Total gauche | Total gauche                      | 17              | 19          | 2             |
|              | Union pour un mouvement populaire | 15              | 12          | 3             |
|              | Divers droite                     | 4               | 4           | en stagnation |
|              | Forces martiniquaises de progrès  | 1               | 1           | en stagnation |
|              | Nouveau Centre                    | 0               | 1           | 1             |
| Total droite | Total droite                      | 20              | 18          | 2             |
|              | Sans étiquette                    | 1               | 1           | en stagnation |
| Total divers | Total divers                      | 1               | 1           | en stagnation |

## Élections

### Aix-en-Provence(Bouches-du-Rhône)
- Maire sortante : Maryse Joissains-Masini (UMP)
- Maire réélue : Maryse Joissains-Masini (UMP)

- Contexte : Annulation du scrutin des 9 et 16 mars 2008 par le Conseil d'État.

| Tête de liste                      | Tête de liste             | Liste                     | Premier tour | Premier tour | Second tour | Second tour | Sièges | Sièges |
| Tête de liste                      | Tête de liste             | Liste                     | Voix         | %            | Voix        | %           | CM     |        |
| ---------------------------------- | ------------------------- | ------------------------- | ------------ | ------------ | ----------- | ----------- | ------ | ------ |
|                                    | Maryse Joissains-Masini * | UMP - PRV - NC - LGM (UD) | 16 745       | 43,31        | 21 617      | 50,22       | 42     |        |
| Ensemble pour Aix et le Pays d'Aix |                           |                           | 16 745       | 43,31        | 21 617      | 50,22       | 42     |        |
|                                    | Alexandre Medvedowsky     | PS - PRG - MoDem          | 13 177       | 34,08        | 21 430      | 49,78       | 13     |        |
| Tous ensemble pour Aix             |                           |                           | 13 177       | 34,08        | 21 430      | 49,78       | 13     |        |
|                                    | Hervé Guerrera            | POC - Verts               | 4 372        | 11,31        | 21 430      | 49,78       | 13     |        |
| Aix Écologie                       |                           |                           | 4 372        | 11,31        | 21 430      | 49,78       | 13     |        |
|                                    | Stéphane Salord           | DVD                       | 2 739        | 10,39        |             |             |        |        |
| Une nouvelle chance pour Aix       |                           |                           | 2 739        | 10,39        |             |             |        |        |
|                                    | Nathalie Leconte          | PCF - NPA - PG            | 1 621        | 4,21         |             |             |        |        |
| Aix à gauche                       |                           |                           | 1 621        | 4,21         |             |             |        |        |
|                                    |                           |                           |              |              |             |             |        |        |
| Inscrits                           | Inscrits                  | Inscrits                  | 88 893       | 100,00       | 88 913      | 100,00      | 55     |        |
| Abstentions                        | Abstentions               | Abstentions               | 49 694       | 55,90        | 44 941      | 50,54       |        |        |
| Votants                            | Votants                   | Votants                   | 39 199       | 44,10        | 43 972      | 49,45       |        |        |
| Blancs ou nuls                     | Blancs ou nuls            | Blancs ou nuls            | 545          | 1,39         | 925         | 2,10        |        |        |
| Exprimés                           | Exprimés                  | Exprimés                  | 38 654       | 98,61        | 43 047      | 97,89       |        |        |
| * Liste de la maire sortante       |                           |                           |              |              |             |             |        |        |

### Avion(Pas-de-Calais)
- Maire sortant : Jacques Robitail (PCF)
- Maire élu : Jean-Marc Tellier (PCF)

- Contexte : Démission du maire sortant.

|                                 | Jean-Marc Tellier    | PCF            | 3 634  | 55,29  | 26 |  |  |  |
| Ensemble, continuons pour Avion |                      |                | 3 634  | 55,29  | 26 |  |  |  |
|                                 | Cathy Apourceau-Poly | PCF            | 2 938  | 44,70  | 7  |  |  |  |
| Un nouveau souffle pour Avion   |                      |                | 2 938  | 44,70  | 7  |  |  |  |
|                                 |                      |                |        |        |    |  |  |  |
| Inscrits                        | Inscrits             | Inscrits       | 12 488 | 100,00 | 33 |  |  |  |
| Abstentions                     | Abstentions          | Abstentions    | 5 727  | 45,86  |    |  |  |  |
| Votants                         | Votants              | Votants        | 6 761  | 54,14  |    |  |  |  |
| Blancs ou nuls                  | Blancs ou nuls       | Blancs ou nuls | 189    | 2,79   |    |  |  |  |
| Exprimés                        | Exprimés             | Exprimés       | 6 572  | 97,20  |    |  |  |  |

### Bourg-Saint-Andéol(Ardèche)
- Maire sortant : Serge Martinez (PS)
- Maire réélu : Serge Martinez (PS)

- Contexte : Annulation du scrutin du 9 mars 2008 par le Conseil d'État.

|                          | Serge Martinez * | PS             | 1 919 | 50,85  | 22 |  |  |  |
|                          | Jean-Marc Serre  | UMP            | 1 856 | 49,15  | 7  |  |  |  |
|                          |                  |                |       |        |    |  |  |  |
| Inscrits                 | Inscrits         | Inscrits       | 5 429 | 100,00 | 29 |  |  |  |
| Abstentions              | Abstentions      | Abstentions    | 1 526 | 28,11  |    |  |  |  |
| Votants                  | Votants          | Votants        | 3 903 | 71,89  |    |  |  |  |
| Blancs ou nuls           | Blancs ou nuls   | Blancs ou nuls | 129   | 3,30   |    |  |  |  |
| Exprimés                 | Exprimés         | Exprimés       | 3 774 | 96,69  |    |  |  |  |
| * Liste du maire sortant |                  |                |       |        |    |  |  |  |

### Briançon(Hautes-Alpes)
- Maire sortant : Alain Bayrou (UMP)
- Maire élu : Gérard Fromm (PS)

- Contexte : Annulation du scrutin des 9 et 16 mars 2008 par le Conseil d'État[6].

| Tête de liste                             | Tête de liste     | Liste                       | Premier tour | Premier tour | Second tour | Second tour | Sièges | Sièges |
| Tête de liste                             | Tête de liste     | Liste                       | Voix         | %            | Voix        | %           | CM     |        |
| ----------------------------------------- | ----------------- | --------------------------- | ------------ | ------------ | ----------- | ----------- | ------ | ------ |
|                                           | Gérard Fromm      | PS - PCF - Verts - DVG (UG) | 1 789        | 40,81        | 2 635       | 52,67       | 25     |        |
| Agissons ensemble pour Briançon           |                   |                             | 1 789        | 40,81        | 2 635       | 52,67       | 25     |        |
|                                           | Monique Estachy   | UMP                         | 1 739        | 39,67        | 2 368       | 47,33       | 8      |        |
| Briançon avant tout                       |                   |                             | 1 739        | 39,67        | 2 368       | 47,33       | 8      |        |
|                                           | Robert de Caumont | GAM                         | 289          | 6,59         |             |             |        |        |
| Garantir un avenir meilleur pour Briançon |                   |                             | 289          | 6,59         |             |             |        |        |
|                                           | Jean-Luc Libaud   | DVD                         | 285          | 6,50         |             |             |        |        |
| Briançon notre avenir c'est notre ville   |                   |                             | 285          | 6,50         |             |             |        |        |
|                                           | Michel Sylvestre  | MoDem                       | 282          | 6,43         |             |             |        |        |
| L'avenir de Briançon, c'est vous          |                   |                             | 282          | 6,43         |             |             |        |        |
|                                           |                   |                             |              |              |             |             |        |        |
| Inscrits                                  | Inscrits          | Inscrits                    | 8 019        | 100,00       | 8 017       | 100,00      | 33     |        |
| Abstentions                               | Abstentions       | Abstentions                 | 3 480        | 43,40        | 2 820       | 35,17       |        |        |
| Votants                                   | Votants           | Votants                     | 4 539        | 56,60        | 5 197       | 64,82       |        |        |
| Blancs ou nuls                            | Blancs ou nuls    | Blancs ou nuls              | 155          | 3,41         | 194         | 3,73        |        |        |
| Exprimés                                  | Exprimés          | Exprimés                    | 4 384        | 96,58        | 5 003       | 96,27       |        |        |

### Brou-sur-Chantereine(Seine-et-Marne)
- Maire sortant : Antonio de Carvalho (UMP)
- Maire réélu : Antonio de Carvalho (UMP)

- Contexte : Annulation du scrutin des 9 et 16 mars 2008 par le Conseil d'État[11].

|                                | Antonio de Carvalho * | UMP                         | 771   | 57,07  | 21 |  |  |  |
| Ensemble pour Brou, continuons |                       |                             | 771   | 57,07  | 21 |  |  |  |
|                                | Christian Berezoutsky | DVG - PS - PCF - Verts (UG) | 427   | 31,61  | 4  |  |  |  |
| Gagner, ensemble               |                       |                             | 427   | 31,61  | 4  |  |  |  |
|                                | Mohamed Bouallaga     | DVG                         | 153   | 11,32  | 2  |  |  |  |
| Un nouvel élan citoyen         |                       |                             | 153   | 11,32  | 2  |  |  |  |
|                                |                       |                             |       |        |    |  |  |  |
| Inscrits                       | Inscrits              | Inscrits                    | 2 916 | 100,00 | 27 |  |  |  |
| Abstentions                    | Abstentions           | Abstentions                 | 1 546 | 53,02  |    |  |  |  |
| Votants                        | Votants               | Votants                     | 1 370 | 46,98  |    |  |  |  |
| Blancs ou nuls                 | Blancs ou nuls        | Blancs ou nuls              | 19    | 1,39   |    |  |  |  |
| Exprimés                       | Exprimés              | Exprimés                    | 1 351 | 98,61  |    |  |  |  |
| * Liste du maire sortant       |                       |                             |       |        |    |  |  |  |

### Carcassonne(Aude)
- Maire sortant : Gérard Larrat (UMP)
- Maire élu : Jean-Claude Perez (PS)

- Contexte : Annulation du scrutin des 9 et 16 mars 2008 par le Conseil d'État[14].

| Tête de liste                       | Tête de liste     | Liste          | Premier tour | Premier tour | Second tour | Second tour | Sièges | Sièges |
| Tête de liste                       | Tête de liste     | Liste          | Voix         | %            | Voix        | %           | CM     |        |
| ----------------------------------- | ----------------- | -------------- | ------------ | ------------ | ----------- | ----------- | ------ | ------ |
|                                     | Jean-Claude Perez | PS - PCF - PRG | 7 840        | 45,90        | 9 952       | 54,03       | 33     |        |
| Carcassonne pour tous               |                   |                | 7 840        | 45,90        | 9 952       | 54,03       | 33     |        |
|                                     | Gérard Larrat *   | UMP            | 6 772        | 39,65        | 8 467       | 45,97       | 10     |        |
| Ensemble pour une nouvelle étape    |                   |                | 6 772        | 39,65        | 8 467       | 45,97       | 10     |        |
|                                     | Robert Morio      | FN             | 956          | 5,60         |             |             |        |        |
| Une force nouvelle pour Carcassonne |                   |                | 956          | 5,60         |             |             |        |        |
|                                     | Gilles Entajan    | Verts          | 925          | 5,42         |             |             |        |        |
| Carcassonne écologie                |                   |                | 925          | 5,42         |             |             |        |        |
|                                     | Laurent Posocco   | MoDem          | 586          | 3,43         |             |             |        |        |
| Engagement démocrate                |                   |                | 586          | 3,43         |             |             |        |        |
|                                     |                   |                |              |              |             |             |        |        |
| Inscrits                            | Inscrits          | Inscrits       | 30 440       | 100,00       | 30 441      | 100,00      | 43     |        |
| Abstentions                         | Abstentions       | Abstentions    | 12 880       | 42,31        | 11 172      | 36,70       |        |        |
| Votants                             | Votants           | Votants        | 17 560       | 57,69        | 19 269      | 63,30       |        |        |
| Blancs ou nuls                      | Blancs ou nuls    | Blancs ou nuls | 481          | 2,74         | 850         | 4,41        |        |        |
| Exprimés                            | Exprimés          | Exprimés       | 17 079       | 97,26        | 18 419      | 95,59       |        |        |
| * Liste du maire sortant            |                   |                |              |              |             |             |        |        |

### Cassis(Bouches-du-Rhône)
- Maire sortante : Danielle Milon-Vivanti (UMP)
- Maire réélue : Danielle Milon-Vivanti (UMP)

- Contexte : Annulation du scrutin des 9 et 16 mars 2008 par le tribunal administratif de Marseille puis le Conseil d'État[23],[24].

|                              | Danielle Milon-Vivanti * | UMP            | 3 229 | 69,29  | 25 |  |  |  |
| Vraiment Cassis              |                          |                | 3 229 | 69,29  | 25 |  |  |  |
|                              | René Vietti              | DVD            | 1 126 | 24,16  | 3  |  |  |  |
| Ensemble pour Cassis         |                          |                | 1 126 | 24,16  | 3  |  |  |  |
|                              | Claude Michel            | PS (UG)        | 305   | 6,54   | 1  |  |  |  |
| Vivre Cassis autrement       |                          |                | 305   | 6,54   | 1  |  |  |  |
|                              |                          |                |       |        |    |  |  |  |
| Inscrits                     | Inscrits                 | Inscrits       | 7 254 | 100,00 | 29 |  |  |  |
| Abstentions                  | Abstentions              | Abstentions    | 2 524 | 34,79  |    |  |  |  |
| Votants                      | Votants                  | Votants        | 4 730 | 65,20  |    |  |  |  |
| Blancs ou nuls               | Blancs ou nuls           | Blancs ou nuls | 70    | 1,48   |    |  |  |  |
| Exprimés                     | Exprimés                 | Exprimés       | 4 660 | 98,52  |    |  |  |  |
| * Liste de la maire sortante |                          |                |       |        |    |  |  |  |

### Champniers(Charente)
- Maire sortant : Robert Piaud (DVG)
- Maire élue : Jeanne Filloux (PS)

- Contexte : Démission de plus d'un tiers des membres du conseil municipal.

| Tête de liste            | Tête de liste   | Liste          | Premier tour | Premier tour | Second tour | Second tour | Sièges | Sièges |
| Tête de liste            | Tête de liste   | Liste          | Voix         | %            | Voix        | %           | CM     |        |
| ------------------------ | --------------- | -------------- | ------------ | ------------ | ----------- | ----------- | ------ | ------ |
|                          | Jeanne Filloux  | PS             | 961          | 37,12        | 1 084       | 38,55       | 19     |        |
|                          | Robert Piaud *  | DVG            | 825          | 31,86        | 1 046       | 37,20       | 5      |        |
|                          | Philippe Collin | DVD            | 664          | 25,64        | 682         | 24,25       | 3      |        |
|                          | Yannick Violin  | DVG            | 139          | 5,37         |             |             |        |        |
|                          |                 |                |              |              |             |             |        |        |
| Inscrits                 | Inscrits        | Inscrits       | 4 118        | 100,00       | 4 118       | 100,00      | 27     |        |
| Abstentions              | Abstentions     | Abstentions    | 1 469        | 35,67        | 1 265       | 30,72       |        |        |
| Votants                  | Votants         | Votants        | 2 649        | 64,33        | 2 853       | 69,28       |        |        |
| Blancs ou nuls           | Blancs ou nuls  | Blancs ou nuls | 60           | 2,27         | 41          | 1,44        |        |        |
| Exprimés                 | Exprimés        | Exprimés       | 2 589        | 97,73        | 2 812       | 98,56       |        |        |
| * Liste du maire sortant |                 |                |              |              |             |             |        |        |

### Chennevières-sur-Marne(Val-de-Marne)
- Maire sortant : Alexandre Minéo (PS)
- Maire élu : Bernard Haemmerlé (UMP)

- Contexte : Annulation du scrutin des 9 et 16 mars 2008 par le Conseil d'État.

| Tête de liste                                         | Tête de liste       | Liste                     | Premier tour | Premier tour | Second tour | Second tour | Sièges | Sièges |
| Tête de liste                                         | Tête de liste       | Liste                     | Voix         | %            | Voix        | %           | CM     |        |
| ----------------------------------------------------- | ------------------- | ------------------------- | ------------ | ------------ | ----------- | ----------- | ------ | ------ |
|                                                       | Bernard Haemmerlé   | UMP - NC - PRV - CNI (UD) | 1 803        | 38,98        | 1 796       | 44,88       | 24     |        |
| Union de la majorité présidentielle pour Chennevières |                     |                           | 1 803        | 38,98        | 1 796       | 44,88       | 24     |        |
|                                                       | Alexandre Minéo *   | PS                        | 1 435        | 31,02        | 1 657       | 41,40       | 7      |        |
| Ensemble pour agir                                    |                     |                           | 1 435        | 31,02        | 1 657       | 41,40       | 7      |        |
|                                                       | Jean-Pierre Barnaud | MoDem                     | 950          | 20,54        | 549         | 13,72       | 2      |        |
| Ensemble pour Chennevières, passionnément             |                     |                           | 950          | 20,54        | 549         | 13,72       | 2      |        |
|                                                       | Alain Audhéon       | PCF                       | 438          | 9,47         |             |             |        |        |
| Solidaires à Chennevières, pour mieux vivre ensemble  |                     |                           | 438          | 9,47         |             |             |        |        |
|                                                       |                     |                           |              |              |             |             |        |        |
| Inscrits                                              | Inscrits            | Inscrits                  | 10 695       | 100,00       | 10 795      | 100,00      | 33     |        |
| Abstentions                                           | Abstentions         | Abstentions               | 5 912        | 55,28        | 6 703       | 62,09       |        |        |
| Votants                                               | Votants             | Votants                   | 4 783        | 44,72        | 4 092       | 37,90       |        |        |
| Blancs ou nuls                                        | Blancs ou nuls      | Blancs ou nuls            | 157          | 3,28         | 90          | 2,20        |        |        |
| Exprimés                                              | Exprimés            | Exprimés                  | 4 626        | 96,72        | 4 002       | 97,80       |        |        |
| * Liste du maire sortant                              |                     |                           |              |              |             |             |        |        |

### Corbeil-Essonnes(Essonne)
- Maire sortant : Serge Dassault (UMP)
- Maire élu : Jean-Pierre Bechter (UMP)

- Contexte : Annulation du scrutin des 9 et 16 mars 2008 par le Conseil d'État[29].

| Tête de liste                                          | Tête de liste           | Liste           | Premier tour | Premier tour | Second tour | Second tour | Sièges | Sièges |
| Tête de liste                                          | Tête de liste           | Liste           | Voix         | %            | Voix        | %           | CM     |        |
| ------------------------------------------------------ | ----------------------- | --------------- | ------------ | ------------ | ----------- | ----------- | ------ | ------ |
|                                                        | Jean-Pierre Bechter     | UMP             | 3 046        | 30,75        | 5 190       | 50,13       | 33     |        |
| Ensemble, pour servir Corbeil-Essonnes                 |                         |                 | 3 046        | 30,75        | 5 190       | 50,13       | 33     |        |
|                                                        | Jean-Michel Fritz       | DVD (UMP diss.) | 955          | 9,64         | 5 190       | 50,13       | 33     |        |
| Un vrai maire pour Corbeil-Essonnes                    |                         |                 | 955          | 9,64         | 5 190       | 50,13       | 33     |        |
|                                                        | Michel Nouaille         | PCF             | 2 410        | 24,33        | 5 163       | 49,87       | 10     |        |
| Corbeil-Essonnes c'est vous, faisons la ville ensemble |                         |                 | 2 410        | 24,33        | 5 163       | 49,87       | 10     |        |
|                                                        | Carlos Da Silva         | PS              | 1 880        | 18,98        | 5 163       | 49,87       | 10     |        |
| Unis pour Corbeil-Essonnes avant tout                  |                         |                 | 1 880        | 18,98        | 5 163       | 49,87       | 10     |        |
|                                                        | Jacques Picard          | Verts           | 769          | 7,76         | 5 163       | 49,87       | 10     |        |
| Changer d'ère - Corbeil-Essonnes Écologie              |                         |                 | 769          | 7,76         | 5 163       | 49,87       | 10     |        |
|                                                        | Nathalie Boulay-Laurent | MoDem           | 459          | 4,63         |             |             |        |        |
| Corbeil-Essonnes passionnement                         |                         |                 | 459          | 4,63         |             |             |        |        |
|                                                        | Mourad Khier Saadi      | SE              | 279          | 2,82         |             |             |        |        |
| S'unir pour réussir, Corbeil-Essonnes au coeur         |                         |                 | 279          | 2,82         |             |             |        |        |
|                                                        | Rachid El Mahdi         | SE              | 105          | 1,06         |             |             |        |        |
| La citoyenneté et la diversité                         |                         |                 | 105          | 1,06         |             |             |        |        |
|                                                        |                         |                 |              |              |             |             |        |        |
| Inscrits                                               | Inscrits                | Inscrits        | 21 057       | 100,00       | 21 035      | 100,00      | 43     |        |
| Abstentions                                            | Abstentions             | Abstentions     | 10 978       | 52,14        | 10 383      | 49,31       |        |        |
| Votants                                                | Votants                 | Votants         | 10 079       | 47,86        | 10 674      | 50,69       |        |        |
| Blancs ou nuls                                         | Blancs ou nuls          | Blancs ou nuls  | 176          | 1,74         | 321         | 3,01        |        |        |
| Exprimés                                               | Exprimés                | Exprimés        | 9 903        | 98,25        | 10 353      | 96,99       |        |        |

### Étréchy(Essonne)
- Maire sortant : Julien Bourgeois (UMP)
- Maire élu : Julien Bourgeois (UMP)

- Contexte : Annulation du scrutin des 9 et 16 mars 2008 par le tribunal administratif de Versailles puis le Conseil d'État[35].

| Tête de liste                        | Tête de liste      | Liste          | Premier tour | Premier tour | Second tour | Second tour | Sièges | Sièges |
| Tête de liste                        | Tête de liste      | Liste          | Voix         | %            | Voix        | %           | CM     |        |
| ------------------------------------ | ------------------ | -------------- | ------------ | ------------ | ----------- | ----------- | ------ | ------ |
|                                      | Julien Bourgeois * | UMP            | 1 268        | 44,27        | 1 338       | 46,67       | 22     |        |
| Étréchy avec vous                    |                    |                | 1 268        | 44,27        | 1 338       | 46,67       | 22     |        |
|                                      | Michel Gleyze      | DVG            | 1 048        | 36,59        | 1 198       | 41,78       | 6      |        |
| Étréchy 2009, ensemble et solidaires |                    |                | 1 048        | 36,59        | 1 198       | 41,78       | 6      |        |
|                                      | Julien Gautrelet   | PS - PCF       | 548          | 19,13        | 331         | 11,54       | 1      |        |
| Étréchy, passionnément !             |                    |                | 548          | 19,13        | 331         | 11,54       | 1      |        |
|                                      |                    |                |              |              |             |             |        |        |
| Inscrits                             | Inscrits           | Inscrits       | 4 976        | 100,00       | 4 976       | 100,00      | 29     |        |
| Abstentions                          | Abstentions        | Abstentions    | 2 052        | 41,24        | 2 060       | 41,40       |        |        |
| Votants                              | Votants            | Votants        | 2 924        | 58,76        | 2 916       | 58,60       |        |        |
| Blancs ou nuls                       | Blancs ou nuls     | Blancs ou nuls | 60           | 2,05         | 49          | 1,68        |        |        |
| Exprimés                             | Exprimés           | Exprimés       | 2 864        | 97,95        | 2 867       | 98,32       |        |        |
| * Liste du maire sortant             |                    |                |              |              |             |             |        |        |

### Fleury-Mérogis(Essonne)
- Maire sortant : Michel Humbert (PCF)
- Maire élu : David Derrouet (PS)

- Contexte : Démission de plus d'un tiers des membres du conseil municipal.

|                                         | David Derrouet   | PS - Verts     | 792   | 54,43  | 23 |  |  |  |
| Fleury son avenir nous rassemble        |                  |                | 792   | 54,43  | 23 |  |  |  |
|                                         | Michel Humbert * | PCF            | 663   | 45,57  | 6  |  |  |  |
| Pour Fleury-Mérogis, unis et solidaires |                  |                | 663   | 45,57  | 6  |  |  |  |
|                                         |                  |                |       |        |    |  |  |  |
| Inscrits                                | Inscrits         | Inscrits       | 2 936 | 100,00 | 29 |  |  |  |
| Abstentions                             | Abstentions      | Abstentions    | 1 397 | 47,58  |    |  |  |  |
| Votants                                 | Votants          | Votants        | 1 539 | 52,42  |    |  |  |  |
| Blancs ou nuls                          | Blancs ou nuls   | Blancs ou nuls | 84    | 5,46   |    |  |  |  |
| Exprimés                                | Exprimés         | Exprimés       | 1 455 | 94,54  |    |  |  |  |
| * Liste du maire sortant                |                  |                |       |        |    |  |  |  |

### Fuveau(Bouches-du-Rhône)
- Maire sortant : Jean Bonfillon (DVD)
- Maire réélu : Jean Bonfillon (DVD)

- Contexte : Annulation du scrutin des 9 et 16 mars 2008 par le Conseil d'État[41].

|                          | Jean Bonfillon * | DVD - UMP      | 2 575 | 70,13  | 25 |  |  |  |
| Réussir Fuveau ensemble  |                  |                | 2 575 | 70,13  | 25 |  |  |  |
|                          | Maria Démoulin   | PS             | 1 097 | 29,87  | 4  |  |  |  |
| Tous pour Fuveau         |                  |                | 1 097 | 29,87  | 4  |  |  |  |
|                          |                  |                |       |        |    |  |  |  |
| Inscrits                 | Inscrits         | Inscrits       | 6 376 | 100,00 | 29 |  |  |  |
| Abstentions              | Abstentions      | Abstentions    | 2 535 | 39,76  |    |  |  |  |
| Votants                  | Votants          | Votants        | 3 841 | 60,24  |    |  |  |  |
| Blancs ou nuls           | Blancs ou nuls   | Blancs ou nuls | 169   | 4,40   |    |  |  |  |
| Exprimés                 | Exprimés         | Exprimés       | 3 672 | 95,60  |    |  |  |  |
| * Liste du maire sortant |                  |                |       |        |    |  |  |  |

### La Gaude(Alpes-Maritimes)
- Maire sortant : Michel Meïni (DVD)
- Maire élu ou réélu : Michel Meïni (UMP)

- Contexte : Annulation du scrutin des 9 et 16 mars 2008 par le tribunal administratif de Nice puis le Conseil d'État.

|                          | Michel Meïni *      | UMP            | 1 900 | 53,55  | 23 |  |  |  |
| La Gaude pour tous       |                     |                | 1 900 | 53,55  | 23 |  |  |  |
|                          | Jean-Pierre Alfonsi | UMP            | 1 209 | 34,07  | 5  |  |  |  |
| L'Évolution durable      |                     |                | 1 209 | 34,07  | 5  |  |  |  |
|                          | Frédéric Lefèvre    | PS             | 439   | 12,37  | 1  |  |  |  |
| La Gaude - Cap à gauche  |                     |                | 439   | 12,37  | 1  |  |  |  |
|                          |                     |                |       |        |    |  |  |  |
| Inscrits                 | Inscrits            | Inscrits       | 5 228 | 100,00 | 29 |  |  |  |
| Abstentions              | Abstentions         | Abstentions    | 1 589 | 30,39  |    |  |  |  |
| Votants                  | Votants             | Votants        | 3 639 | 69,60  |    |  |  |  |
| Blancs ou nuls           | Blancs ou nuls      | Blancs ou nuls | 91    | 2,50   |    |  |  |  |
| Exprimés                 | Exprimés            | Exprimés       | 3 548 | 97,50  |    |  |  |  |
| * Liste du maire sortant |                     |                |       |        |    |  |  |  |

### Goussainville(Val-d'Oise)
- Maire sortant : Antoine Casula (UMP)
- Maire élu : Alain Louis (PS)

- Contexte : Annulation du scrutin du 9 mars 2008 par le tribunal administratif de Pontoise puis le Conseil d'État[44].

|                                        | Alain Louis      | PS - PCF - Verts - PRG - GE (UG) | 3 447  | 51,04  | 30 |  |  |  |
| Changez Goussainville                  |                  |                                  | 3 447  | 51,04  | 30 |  |  |  |
|                                        | Antoine Casula * | UMP                              | 3 309  | 48,96  | 9  |  |  |  |
| Liste républicaine d'action municipale |                  |                                  | 3 309  | 48,96  | 9  |  |  |  |
|                                        |                  |                                  |        |        |    |  |  |  |
| Inscrits                               | Inscrits         | Inscrits                         | 14 918 | 100,00 | 39 |  |  |  |
| Abstentions                            | Abstentions      | Abstentions                      | 7 977  | 53,47  |    |  |  |  |
| Votants                                | Votants          | Votants                          | 6 941  | 46,53  |    |  |  |  |
| Blancs ou nuls                         | Blancs ou nuls   | Blancs ou nuls                   | 187    | 2,69   |    |  |  |  |
| Exprimés                               | Exprimés         | Exprimés                         | 6 754  | 97,30  |    |  |  |  |
| * Liste du maire sortant               |                  |                                  |        |        |    |  |  |  |

### Hénin-Beaumont(Pas-de-Calais)
- Maire sortant : Gérard Dalongeville (PS)
- Maire élu : Daniel Duquenne (DVG)

- Contexte : Révocation du maire sortant.

| Tête de liste                                                      | Tête de liste      | Liste                             | Premier tour | Premier tour | Second tour | Second tour | Sièges |  |
| Tête de liste                                                      | Tête de liste      | Liste                             | Voix         | %            | Voix        | %           | Sièges |  |
| ------------------------------------------------------------------ | ------------------ | --------------------------------- | ------------ | ------------ | ----------- | ----------- | ------ |  |
|                                                                    | Steeve Briois      | FN                                | 4 485        | 39,33        | 5 504       | 47,62       | 8      |  |
| Hénin-Beaumont renouveau                                           |                    |                                   | 4 485        | 39,33        | 5 504       | 47,62       | 8      |  |
|                                                                    | Daniel Duquenne    | DVG                               | 2 303        | 20,20        | 6 054       | 52,38       | 27     |  |
| Alliance républicaine                                              |                    |                                   | 2 303        | 20,20        | 6 054       | 52,38       | 27     |  |
|                                                                    | Pierre Ferrari     | PS - PCF - MRC - PRG - MoDem (UG) | 1 940        | 17,01        |             |             |        |  |
| Un nouvel élan pour Hénin-Beaumont                                 |                    |                                   | 1 940        | 17,01        |             |             |        |  |
|                                                                    | Régine Calzia      | Verts                             | 971          | 8,52         |             |             |        |  |
| Hénin-Beaumont vert et citoyen                                     |                    |                                   | 971          | 8,52         |             |             |        |  |
|                                                                    | Pierre Darchicourt | DVG (ex-PS)                       | 603          | 5,29         |             |             |        |  |
| Hénin-Beaumont 2014                                                |                    |                                   | 603          | 5,29         |             |             |        |  |
|                                                                    | Nesrédine Ramdani  | UMP - NC - LGM                    | 495          | 4,34         |             |             |        |  |
| Pour Hénin-Beaumont, une équipe courageuse, honnête, à votre image |                    |                                   | 495          | 4,34         |             |             |        |  |
|                                                                    | Séverine Duval     | NPA                               | 276          | 2,42         |             |             |        |  |
| Liste présentée par le NPA                                         |                    |                                   | 276          | 2,42         |             |             |        |  |
|                                                                    | Laurent Bocquet    | DVD (ex-UMP)                      | 237          | 2,08         |             |             |        |  |
| Reconstruisons ensemble Hénin-Beaumont                             |                    |                                   | 237          | 2,08         |             |             |        |  |
|                                                                    | Jean-Marie Monka   | DIV                               | 93           | 0,82         |             |             |        |  |
| Faire face ensemble                                                |                    |                                   | 93           | 0,82         |             |             |        |  |
|                                                                    |                    |                                   |              |              |             |             |        |  |
| Inscrits                                                           | Inscrits           | Inscrits                          | 19 333       | 100,00       | 19 333      | 100,00      | 35     |  |
| Abstentions                                                        | Abstentions        | Abstentions                       | 7 704        | 39,85        | 7 274       | 37,62       |        |  |
| Votants                                                            | Votants            | Votants                           | 11 629       | 60,15        | 12 059      | 62,38       |        |  |
| Blancs ou nuls                                                     | Blancs ou nuls     | Blancs ou nuls                    | 226          | 1,94         | 501         | 4,15        |        |  |
| Exprimés                                                           | Exprimés           | Exprimés                          | 11 403       | 98,06        | 11 558      | 95,85       |        |  |

### Joigny(Yonne)
- Maire sortant : Bernard Moraine (DVG)
- Maire réélu : Bernard Moraine (DVG)

- Contexte : Annulation du scrutin des 9 et 16 mars 2008 par le tribunal administratif de Dijon puis le Conseil d'État.

|                                   | Bernard Moraine *        | DVG (UG)       | 2 243 | 65,11  | 28 |  |  |  |
| Joigny, continuons, tous ensemble |                          |                | 2 243 | 65,11  | 28 |  |  |  |
|                                   | Gilbert Portal           | DVD            | 628   | 18,23  | 3  |  |  |  |
| Dialogue et dynamisme pour Joigny |                          |                | 628   | 18,23  | 3  |  |  |  |
|                                   | Isabelle Bourassin-Lange | DVD            | 574   | 16,66  | 2  |  |  |  |
| L'Union de Joigny                 |                          |                | 574   | 16,66  | 2  |  |  |  |
|                                   |                          |                |       |        |    |  |  |  |
| Inscrits                          | Inscrits                 | Inscrits       | 6 411 | 100,00 | 33 |  |  |  |
| Abstentions                       | Abstentions              | Abstentions    | 2 879 | 44,91  |    |  |  |  |
| Votants                           | Votants                  | Votants        | 3 532 | 55,09  |    |  |  |  |
| Blancs ou nuls                    | Blancs ou nuls           | Blancs ou nuls | 87    | 2,46   |    |  |  |  |
| Exprimés                          | Exprimés                 | Exprimés       | 3 445 | 97,54  |    |  |  |  |
| * Liste du maire sortant          |                          |                |       |        |    |  |  |  |

### M'Tsangamouji(Mayotte)
- Maire sortant : Ahamada Ousséni (UMP)
- Maire élu : Issouf Madi Moula (DVG)

- Contexte : Annulation du scrutin des 9 et 16 mars 2008 par le tribunal administratif de Mamoudzou puis le Conseil d'État.

|                          | Issouf Madi Moula | DVG - ACM      | 1 439 | 57,06  | 23 |  |  |  |
|                          | Ahamada Ousséni * | UMP            | 1 083 | 42,94  | 6  |  |  |  |
|                          |                   |                |       |        |    |  |  |  |
| Inscrits                 | Inscrits          | Inscrits       | 3 951 | 100,00 | 29 |  |  |  |
| Abstentions              | Abstentions       | Abstentions    | 1 415 | 35,81  |    |  |  |  |
| Votants                  | Votants           | Votants        | 2 536 | 64,19  |    |  |  |  |
| Blancs ou nuls           | Blancs ou nuls    | Blancs ou nuls | 24    | 0,55   |    |  |  |  |
| Exprimés                 | Exprimés          | Exprimés       | 2 522 | 99,45  |    |  |  |  |
| * Liste du maire sortant |                   |                |       |        |    |  |  |  |

### Malaunay(Seine-Maritime)
- Maire sortant : Joël Clément (PS)
- Maire élu : Stéphane Deschamps (PS)

- Contexte : Décès du maire sortant.

|                      | Stéphane Deschamps | PS (UG)        | 1 598 | 100,00 | 29 |  |  |  |
| Unissons nos efforts |                    |                | 1 598 | 100,00 | 29 |  |  |  |
|                      |                    |                |       |        |    |  |  |  |
| Inscrits             | Inscrits           | Inscrits       | 4 436 | 100,00 | 29 |  |  |  |
| Abstentions          | Abstentions        | Abstentions    | 2 674 | 60,28  |    |  |  |  |
| Votants              | Votants            | Votants        | 1 762 | 39,72  |    |  |  |  |
| Blancs ou nuls       | Blancs ou nuls     | Blancs ou nuls | 164   | 9,31   |    |  |  |  |
| Exprimés             | Exprimés           | Exprimés       | 1 598 | 90,69  |    |  |  |  |

### Morangis(Essonne)
- Maire sortant : Pascal Noury (PS)
- Maire réélu : Pascal Noury (PS)

- Contexte : Annulation du scrutin du 9 mars 2008 par le tribunal administratif de Versailles puis le Conseil d'État[55].

|                                         | Pascal Noury *            | PS             | 2 841 | 57,45  | 27 |  |  |  |
| Morangis pour tous, continuons ensemble |                           |                | 2 841 | 57,45  | 27 |  |  |  |
|                                         | Daniel Tréhin             | DVD            | 1 826 | 36,93  | 6  |  |  |  |
| Passion Morangis                        |                           |                | 1 826 | 36,93  | 6  |  |  |  |
|                                         | Sébastien Templet-Belmont | DVD            | 278   | 5,62   | 0  |  |  |  |
| Bien vivre ma ville : Morangis          |                           |                | 278   | 5,62   | 0  |  |  |  |
|                                         |                           |                |       |        |    |  |  |  |
| Inscrits                                | Inscrits                  | Inscrits       | 7 971 | 100,00 | 33 |  |  |  |
| Abstentions                             | Abstentions               | Abstentions    | 2 982 | 37,41  |    |  |  |  |
| Votants                                 | Votants                   | Votants        | 4 989 | 62,59  |    |  |  |  |
| Blancs ou nuls                          | Blancs ou nuls            | Blancs ou nuls | 44    | 0,88   |    |  |  |  |
| Exprimés                                | Exprimés                  | Exprimés       | 4 945 | 99,12  |    |  |  |  |
| * Liste du maire sortant                |                           |                |       |        |    |  |  |  |

### Pecquencourt(Nord)
- Maire sortant : Henri Fontaine (PCF)
- Maire élu : Joël Pierrache (DVG)

- Contexte : Démission de plus d'un tiers des membres du conseil municipal.

| Tête de liste            | Tête de liste      | Liste          | Premier tour | Premier tour | Second tour | Second tour | Sièges | Sièges |
| Tête de liste            | Tête de liste      | Liste          | Voix         | %            | Voix        | %           | CM     |        |
| ------------------------ | ------------------ | -------------- | ------------ | ------------ | ----------- | ----------- | ------ | ------ |
|                          | Henri Fontaine *   | PCF            | 1 168        | 42,59        | 1 560       | 49,73       | 7      |        |
|                          | Joël Pierrache     | DVG            | 1 154        | 42,09        | 1 577       | 50,27       | 22     |        |
|                          | Jean-Jacques Bracq | DVG            | 309          | 11,27        |             |             |        |        |
|                          | Alexandre Collart  | DVG            | 111          | 4,05         |             |             |        |        |
|                          |                    |                |              |              |             |             |        |        |
| Inscrits                 | Inscrits           | Inscrits       | 4 523        | 100,00       | 4 523       | 100,00      | 29     |        |
| Abstentions              | Abstentions        | Abstentions    | 1 706        | 37,72        | 1 322       | 29,23       |        |        |
| Votants                  | Votants            | Votants        | 2 817        | 62,28        | 3 201       | 70,77       |        |        |
| Blancs ou nuls           | Blancs ou nuls     | Blancs ou nuls | 75           | 2,66         | 64          | 2,00        |        |        |
| Exprimés                 | Exprimés           | Exprimés       | 2 742        | 97,34        | 3 137       | 98,00       |        |        |
| * Liste du maire sortant |                    |                |              |              |             |             |        |        |

### Perpignan(Pyrénées-Orientales)
- Maire sortant : Jean-Paul Alduy (UMP)
- Maire réélu : Jean-Paul Alduy (UMP)

- Contexte : Annulation du scrutin des 9 et 16 mars 2008 par le tribunal administratif de Montpellier puis le Conseil d'État[60].

| Tête de liste                                            | Tête de liste          | Liste                      | Premier tour | Premier tour | Second tour | Second tour | Sièges | Sièges |
| Tête de liste                                            | Tête de liste          | Liste                      | Voix         | %            | Voix        | %           | CM     |        |
| -------------------------------------------------------- | ---------------------- | -------------------------- | ------------ | ------------ | ----------- | ----------- | ------ | ------ |
|                                                          | Jean-Paul Alduy *      | UMP - PRV - NC - LGM - UC  | 14 492       | 40,35        | 17 891      | 53,54       | 43     |        |
| Perpignan au cœur                                        |                        |                            | 14 492       | 40,35        | 17 891      | 53,54       | 43     |        |
|                                                          | Jacqueline Amiel-Donat | PS - PCF - PRG - MRC - CDC | 8 887        | 24,75        | 11 054      | 33,08       | 9      |        |
| Nouvelle union avec la gauche                            |                        |                            | 8 887        | 24,75        | 11 054      | 33,08       | 9      |        |
|                                                          | Jean Codognès          | DVG - MoDem - Verts        | 5 097        | 14,19        | 4 470       | 13,38       | 3      |        |
| Union pour Perpignan                                     |                        |                            | 5 097        | 14,19        | 4 470       | 13,38       | 3      |        |
|                                                          | Louis Aliot            | FN                         | 3 382        | 9,42         |             |             |        |        |
| Perpignan, ville libre                                   |                        |                            | 3 382        | 9,42         |             |             |        |        |
|                                                          | François Rivière       | DVD                        | 2 799        | 7,79         |             |             |        |        |
| Pour un nouveau Perpignan                                |                        |                            | 2 799        | 7,79         |             |             |        |        |
|                                                          | Michael Cufi           | NPA - LO                   | 882          | 2,46         |             |             |        |        |
| Une Gauche de lutte ! - Liste présentée par le NPA et LO |                        |                            | 882          | 2,46         |             |             |        |        |
|                                                          | Raymond Faura          | Centr.                     | 375          | 1,04         |             |             |        |        |
| Liste centriste et citoyenne                             |                        |                            | 375          | 1,04         |             |             |        |        |
|                                                          |                        |                            |              |              |             |             |        |        |
| Inscrits                                                 | Inscrits               | Inscrits                   | 68 171       | 100,00       | 68 171      | 100,00      | 55     |        |
| Abstentions                                              | Abstentions            | Abstentions                | 31 479       | 46,18        | 33 323      | 48,88       |        |        |
| Votants                                                  | Votants                | Votants                    | 36 692       | 53,82        | 34 848      | 51,12       |        |        |
| Blancs ou nuls                                           | Blancs ou nuls         | Blancs ou nuls             | 778          | 2,12         | 1 433       | 4,11        |        |        |
| Exprimés                                                 | Exprimés               | Exprimés                   | 35 914       | 97,88        | 33 415      | 95,89       |        |        |
| * Liste du maire sortant                                 |                        |                            |              |              |             |             |        |        |

### Peypin(Bouches-du-Rhône)
- Maire sortant : Albert Sale (DVG)
- Maire réélu : Albert Sale (DVG)

- Contexte : Annulation du scrutin des 9 et 16 mars 2008 par le tribunal administratif de Marseille puis le Conseil d'État[65],[66].

|                          | Albert Sale *       | DVG            | 1 742 | 60,99  | 24 |  |  |  |
|                          | Christian Bourrelly | PS             | 909   | 31,82  | 4  |  |  |  |
|                          | Christian Baroni    | DVG            | 205   | 7,11   | 1  |  |  |  |
|                          |                     |                |       |        |    |  |  |  |
| Inscrits                 | Inscrits            | Inscrits       | 4 226 | 100,00 | 29 |  |  |  |
| Abstentions              | Abstentions         | Abstentions    | 1 326 | 31,38  |    |  |  |  |
| Votants                  | Votants             | Votants        | 2 900 | 68,62  |    |  |  |  |
| Blancs ou nuls           | Blancs ou nuls      | Blancs ou nuls | 44    | 1,52   |    |  |  |  |
| Exprimés                 | Exprimés            | Exprimés       | 2 856 | 98,48  |    |  |  |  |
| * Liste du maire sortant |                     |                |       |        |    |  |  |  |

### Rians(Var)
- Maire sortante : Magali Massot (DVD)
- Maire réélue : Magali Massot (DVD)

- Contexte : Annulation du scrutin des 9 et 16 mars 2008 par le tribunal administratif de Nice puis le Conseil d'État[69].

|                              | Magali Massot * | DVD            | 1 266 | 57,15  | 22 |  |  |  |
|                              | Alain Brémond   | UMP            | 949   | 42,85  | 5  |  |  |  |
|                              |                 |                |       |        |    |  |  |  |
| Inscrits                     | Inscrits        | Inscrits       | 3 180 | 100,00 | 27 |  |  |  |
| Abstentions                  | Abstentions     | Abstentions    | 902   | 28,36  |    |  |  |  |
| Votants                      | Votants         | Votants        | 2 278 | 71,63  |    |  |  |  |
| Blancs ou nuls               | Blancs ou nuls  | Blancs ou nuls | 63    | 2,76   |    |  |  |  |
| Exprimés                     | Exprimés        | Exprimés       | 2 215 | 97,23  |    |  |  |  |
| * Liste de la maire sortante |                 |                |       |        |    |  |  |  |

### Rivière-Salée(Martinique)
- Maire sortant : André Lesueur (FMP-UMP)
- Maire réélu : André Lesueur (FMP-UMP)

- Contexte : Annulation du scrutin des 9 et 16 mars 2008 par le Conseil d'État[71].

| Tête de liste            | Tête de liste       | Liste          | Premier tour | Premier tour | Second tour | Second tour | Sièges | Sièges |
| Tête de liste            | Tête de liste       | Liste          | Voix         | %            | Voix        | %           | CM     |        |
| ------------------------ | ------------------- | -------------- | ------------ | ------------ | ----------- | ----------- | ------ | ------ |
|                          | André Lesueur       | FMP - RS       | 2 794        | 48,94        | 3 322       | 54,01       | 26     |        |
|                          | Louis-Félix Duville | MIM - MPS      | 2 519        | 44,12        | 2 829       | 45,99       | 7      |        |
|                          | Daniel Robin        | PPM            | 396          | 6,94         |             |             |        |        |
|                          |                     |                |              |              |             |             |        |        |
| Inscrits                 | Inscrits            | Inscrits       | 8 669        | 100,00       | 8 673       | 100,00      | 33     |        |
| Abstentions              | Abstentions         | Abstentions    | 2 814        | 32,46        | 2 322       | 26,77       |        |        |
| Votants                  | Votants             | Votants        | 5 855        | 67,54        | 6 351       | 73,23       |        |        |
| Blancs ou nuls           | Blancs ou nuls      | Blancs ou nuls | 146          | 2,49         | 200         | 3,15        |        |        |
| Exprimés                 | Exprimés            | Exprimés       | 5 709        | 97,51        | 6 151       | 96,85       |        |        |
| * Liste du maire sortant |                     |                |              |              |             |             |        |        |

### Sada(Mayotte)
- Maire sortant : Hamada Binali (UNFCS)
- Maire réélu : Hamada Binali (UNFCS)

- Contexte : Annulation du scrutin des 9 et 16 mars 2008 par le tribunal administratif de Mamoudzou puis le Conseil d'État.

|                          | Hamada Binali *       | UNFCS          | 1 649 | 54,19  | 23 |  |  |  |
|                          | Abdillah Ali Abdillah | UMP            | 1 394 | 45,81  | 6  |  |  |  |
|                          |                       |                |       |        |    |  |  |  |
| Inscrits                 | Inscrits              | Inscrits       | 4 691 | 100,00 | 29 |  |  |  |
| Abstentions              | Abstentions           | Abstentions    | 1 603 | 34,17  |    |  |  |  |
| Votants                  | Votants               | Votants        | 3 088 | 65,83  |    |  |  |  |
| Blancs ou nuls           | Blancs ou nuls        | Blancs ou nuls | 45    | 1,46   |    |  |  |  |
| Exprimés                 | Exprimés              | Exprimés       | 3 043 | 98,54  |    |  |  |  |
| * Liste du maire sortant |                       |                |       |        |    |  |  |  |

### Saint-Cyprien(Pyrénées-Orientales)
- Maire sortant : Jacques Bouille (UMP)
- Maire élu : Thierry Del Poso (NC)

- Contexte : Démission collective du conseil municipal après la mise en détention du maire Pierre Fontvieille qui avait remplacé Jacques Bouille mort en détention[75],[76].

| Tête de liste                                  | Tête de liste               | Liste          | Premier tour | Premier tour | Second tour | Second tour | Sièges | Sièges |
| Tête de liste                                  | Tête de liste               | Liste          | Voix         | %            | Voix        | %           | CM     |        |
| ---------------------------------------------- | --------------------------- | -------------- | ------------ | ------------ | ----------- | ----------- | ------ | ------ |
|                                                | Thierry Del Poso            | NC - UMP - CDC | 2 153        | 38,62        | 2 656       | 47,48       | 25     |        |
| Saint-Cyprien, unis pour la raison             |                             |                | 2 153        | 38,62        | 2 656       | 47,48       | 25     |        |
|                                                | Claudette Guiraud           | DVD            | 930          | 16,68        | 774         | 13,84       | 2      |        |
| Saint-Cyprien gagnant                          |                             |                | 930          | 16,68        | 774         | 13,84       | 2      |        |
|                                                | Marie-Pierre Sadourny-Gomez | PS - PCF - PRG | 922          | 16,54        | 1 317       | 23,54       | 4      |        |
| Saint-Cyprien… C'est maintenant !              |                             |                | 922          | 16,54        | 1 317       | 23,54       | 4      |        |
|                                                | Jean Roméo                  | DVD            | 814          | 14,60        | 847         | 15,14       | 2      |        |
| Le bon sens partagé                            |                             |                | 814          | 14,60        | 847         | 15,14       | 2      |        |
|                                                | Bernard Beaucourt           | SE             | 538          | 9,65         |             |             |        |        |
| Saint-Cyprien renaissance                      |                             |                | 538          | 9,65         |             |             |        |        |
|                                                | Claude Valdès               | DVD            | 218          | 3,91         |             |             |        |        |
| Saint-Cyprien toujours, plurielle et solidaire |                             |                | 218          | 3,91         |             |             |        |        |
|                                                |                             |                |              |              |             |             |        |        |
| Inscrits                                       | Inscrits                    | Inscrits       | 8 719        | 100,00       | 8 719       | 100,00      | 33     |        |
| Abstentions                                    | Abstentions                 | Abstentions    | 2 928        | 33,58        | 3 128       | 35,88       |        |        |
| Votants                                        | Votants                     | Votants        | 5 791        | 66,42        | 5 591       | 64,12       |        |        |
| Blancs ou nuls                                 | Blancs ou nuls              | Blancs ou nuls | 216          | 3,73         | 197         | 3,52        |        |        |
| Exprimés                                       | Exprimés                    | Exprimés       | 5 575        | 96,27        | 5 394       | 96,48       |        |        |

### Saint-Florentin(Yonne)
- Maire sortant : Yves Delot (UMP)
- Maire réélu : Yves Delot (UMP)

- Contexte : Annulation du scrutin des 9 et 16 mars 2008 par le Conseil d'État[80].

|                          | Yves Delot *   | UMP            | 923   | 68,68  | 25 |  |  |  |
|                          | Alain Raillard | PS             | 421   | 31,32  | 4  |  |  |  |
|                          |                |                |       |        |    |  |  |  |
| Inscrits                 | Inscrits       | Inscrits       | 2 746 | 100,00 | 29 |  |  |  |
| Abstentions              | Abstentions    | Abstentions    | 1 363 | 49,64  |    |  |  |  |
| Votants                  | Votants        | Votants        | 1 383 | 50,36  |    |  |  |  |
| Blancs ou nuls           | Blancs ou nuls | Blancs ou nuls | 39    | 2,82   |    |  |  |  |
| Exprimés                 | Exprimés       | Exprimés       | 1 344 | 97,18  |    |  |  |  |
| * Liste du maire sortant |                |                |       |        |    |  |  |  |

### Saint-Just-Malmont(Haute-Loire)
- Maire sortant : Christian Granger (PS)
- Maire élu : Frédéric Girodet (DVD)

- Contexte : Démission de plus d'un tiers des membres du conseil municipal.

| Tête de liste                    | Tête de liste       | Liste          | Premier tour | Premier tour | Second tour | Second tour | Sièges | Sièges |
| Tête de liste                    | Tête de liste       | Liste          | Voix         | %            | Voix        | %           | CM     |        |
| -------------------------------- | ------------------- | -------------- | ------------ | ------------ | ----------- | ----------- | ------ | ------ |
|                                  | Christian Granger * | PS             | 649          | 37,54        | 715         | 37,47       | 5      |        |
| Ensemble pour Saint-Just-Malmont |                     |                | 649          | 37,54        | 715         | 37,47       | 5      |        |
|                                  | Frédéric Girodet    | DVD            | 607          | 35,11        | 777         | 40,72       | 19     |        |
| À l'écoute de Saint-Just-Malmont |                     |                | 607          | 35,11        | 777         | 40,72       | 19     |        |
|                                  | Fabienne Richard    | DVG            | 473          | 27,36        | 416         | 21,80       | 3      |        |
| Vivre à Saint-Just-Malmont       |                     |                | 473          | 27,36        | 416         | 21,80       | 3      |        |
|                                  |                     |                |              |              |             |             |        |        |
| Inscrits                         | Inscrits            | Inscrits       | 3 019        | 100,00       | 3 019       | 100,00      | 27     |        |
| Abstentions                      | Abstentions         | Abstentions    | 1 107        | 36,67        | 1 023       | 33,89       |        |        |
| Votants                          | Votants             | Votants        | 1 912        | 63,33        | 1 996       | 66,11       |        |        |
| Blancs ou nuls                   | Blancs ou nuls      | Blancs ou nuls | 183          | 9,57         | 88          | 4,41        |        |        |
| Exprimés                         | Exprimés            | Exprimés       | 1 729        | 90,43        | 1 908       | 95,59       |        |        |
| * Liste du maire sortant         |                     |                |              |              |             |             |        |        |

### Saint-Louis(La Réunion)
- Maire sortant : Claude Hoarau (PCR)
- Maire réélu : Claude Hoarau (PCR)

- Contexte : Annulation du scrutin des 9 et 16 mars 2008 par le tribunal administratif de Saint-Denis puis le Conseil d'État.

| Tête de liste                                | Tête de liste     | Liste          | Premier tour | Premier tour | Second tour | Second tour | Sièges | Sièges |
| Tête de liste                                | Tête de liste     | Liste          | Voix         | %            | Voix        | %           | CM     |        |
| -------------------------------------------- | ----------------- | -------------- | ------------ | ------------ | ----------- | ----------- | ------ | ------ |
|                                              | Claude Hoarau *   | PCR - PVR - ER | 14 042       | 48,99        | 15 476      | 52,1        | 33     |        |
| Mieux vivre à Saint-Louis et à La Rivière    |                   |                | 14 042       | 48,99        | 15 476      | 52,1        | 33     |        |
|                                              | Cyrille Hamilcaro | NC - DVD       | 13 128       | 45,80        | 14 233      | 47,9        | 10     |        |
| Ensemble, osons autrement                    |                   |                | 13 128       | 45,80        | 14 233      | 47,9        | 10     |        |
|                                              | Danielle Persée   | PEUP - EÉ      | 1 493        | 5,21         |             |             |        |        |
| Rassemblement pour Saint-Louis et La Rivière |                   |                | 1 493        | 5,21         |             |             |        |        |
|                                              |                   |                |              |              |             |             |        |        |
| Inscrits                                     | Inscrits          | Inscrits       | 35 893       | 100,00       | 35 932      | 100,00      | 43     |        |
| Abstentions                                  | Abstentions       | Abstentions    | 6 636        | 18,49        | 5 320       | 14,80       |        |        |
| Votants                                      | Votants           | Votants        | 29 257       | 81,51        | 30 612      | 85,19       |        |        |
| Blancs ou nuls                               | Blancs ou nuls    | Blancs ou nuls | 594          | 2,03         | 903         | 2,95        |        |        |
| Exprimés                                     | Exprimés          | Exprimés       | 28 663       | 97,97        | 29 709      | 97,05       |        |        |
| * Liste du maire sortant                     |                   |                |              |              |             |             |        |        |

### Saint-Mihiel(Meuse)
- Maire sortant : Alain Perelle (UMP)
- Maire élu : Philippe Martin (UMP)

- Contexte : Annulation du scrutin du 9 mars 2008 par le Conseil d'État.

| Tête de liste                    | Tête de liste      | Liste          | Premier tour | Premier tour | Second tour | Second tour | Sièges | Sièges |
| Tête de liste                    | Tête de liste      | Liste          | Voix         | %            | Voix        | %           | CM     |        |
| -------------------------------- | ------------------ | -------------- | ------------ | ------------ | ----------- | ----------- | ------ | ------ |
|                                  | Philippe Martin    | UMP            | 532          | 27,54        | 772         | 40,89       | 19     |        |
| Un nouvel élan pour Saint-Mihiel |                    |                | 532          | 27,54        | 772         | 40,89       | 19     |        |
|                                  | Alain Perelle *    | UMP            | 424          | 25,19        | 403         | 21,35       | 3      |        |
| Saint-Mihiel en marche           |                    |                | 424          | 25,19        | 403         | 21,35       | 3      |        |
|                                  | Xavier Cochet      | MoDem          | 398          | 23,65        | 713         | 37,76       | 5      |        |
| Pour réveiller Saint-Mihiel      |                    |                | 398          | 23,65        | 713         | 37,76       | 5      |        |
|                                  | Maryse Gentilhomme | PS             | 329          | 19,55        |             |             |        |        |
| Ensemble, changeons Saint-Mihiel |                    |                | 329          | 19,55        |             |             |        |        |
|                                  |                    |                |              |              |             |             |        |        |
| Inscrits                         | Inscrits           | Inscrits       | 2 779        | 100,00       | 2 779       | 100,00      | 27     |        |
| Abstentions                      | Abstentions        | Abstentions    | 1 038        | 37,35        | 847         | 30,48       |        |        |
| Votants                          | Votants            | Votants        | 1 741        | 62,65        | 1 932       | 69,52       |        |        |
| Blancs ou nuls                   | Blancs ou nuls     | Blancs ou nuls | 58           | 3,33         | 44          | 2,28        |        |        |
| Exprimés                         | Exprimés           | Exprimés       | 1 683        | 96,67        | 1 888       | 97,72       |        |        |
| * Liste du maire sortant         |                    |                |              |              |             |             |        |        |

### Saint-Mitre-les-Remparts(Bouches-du-Rhône)
- Maire sortant : Christian Beuillard (UMP)
- Maire réélu : Christian Beuillard (UMP)

- Contexte : Annulation du scrutin des 9 et 16 mars 2008 par le Conseil d'État.

| Tête de liste                    | Tête de liste         | Liste          | Premier tour | Premier tour | Second tour | Second tour | Sièges | Sièges |
| Tête de liste                    | Tête de liste         | Liste          | Voix         | %            | Voix        | %           | CM     |        |
| -------------------------------- | --------------------- | -------------- | ------------ | ------------ | ----------- | ----------- | ------ | ------ |
|                                  | Christian Beuillard * | UMP - PRV      | 1 474        | 46,13        | 1 748       | 50,68       | 22     |        |
| Unis pour Saint-Mitre            |                       |                | 1 474        | 46,13        | 1 748       | 50,68       | 22     |        |
|                                  | Jean-Jacques Lucchini | PCF - DVG      | 1 302        | 40,75        | 1 481       | 42,94       | 6      |        |
| Saint-Mitre pour tous, avec tous |                       |                | 1 302        | 40,75        | 1 481       | 42,94       | 6      |        |
|                                  | Vincent Kinda         | PS             | 419          | 13,11        | 220         | 6,38        | 1      |        |
| Changer, le vrai choix           |                       |                | 419          | 13,11        | 220         | 6,38        | 1      |        |
|                                  |                       |                |              |              |             |             |        |        |
| Inscrits                         | Inscrits              | Inscrits       | 4 734        | 100,00       | 4 734       | 100,00      | 29     |        |
| Abstentions                      | Abstentions           | Abstentions    | 1 483        | 31,33        | 1 237       | 26,13       |        |        |
| Votants                          | Votants               | Votants        | 3 251        | 68,67        | 3 497       | 73,87       |        |        |
| Blancs ou nuls                   | Blancs ou nuls        | Blancs ou nuls | 56           | 1,72         | 48          | 1,37        |        |        |
| Exprimés                         | Exprimés              | Exprimés       | 3 195        | 98,28        | 3 449       | 98,63       |        |        |
| * Liste du maire sortant         |                       |                |              |              |             |             |        |        |

### Saint-Paul(La Réunion)
- Maire sortante : Huguette Bello (PCR)
- Maire réélue : Huguette Bello (PCR)

- Contexte : Annulation du scrutin des 9 et 16 mars 2008 par le tribunal administratif de Saint-Denis puis le Conseil d'État[89].

| Tête de liste                           | Tête de liste    | Liste          | Premier tour | Premier tour | Second tour | Second tour | Sièges | Sièges |
| Tête de liste                           | Tête de liste    | Liste          | Voix         | %            | Voix        | %           | CM     |        |
| --------------------------------------- | ---------------- | -------------- | ------------ | ------------ | ----------- | ----------- | ------ | ------ |
|                                         | Huguette Bello * | PCR            | 19 593       | 47,05        | 25 567      | 56,50       | 42     |        |
| Pour Saint-Paul, de toutes nos forces ! |                  |                | 19 593       | 47,05        | 25 567      | 56,50       | 42     |        |
|                                         | Alain Bénard     | UMP            | 12 231       | 29,37        | 19 683      | 43,50       | 11     |        |
| Un nouveau départ pour Saint-Paul       |                  |                | 12 231       | 29,37        | 19 683      | 43,50       | 11     |        |
|                                         | Cyrille Melchior | DVD            | 8 815        | 21,17        | 19 683      | 43,50       | 11     |        |
| Tous ensemble pour Saint-Paul           |                  |                | 8 815        | 21,17        | 19 683      | 43,50       | 11     |        |
|                                         | Jocelyne Refesse | PS             | 561          | 1,34         |             |             |        |        |
| Saint-Paul avec vous                    |                  |                | 561          | 1,34         |             |             |        |        |
|                                         | Marcel Lebon     | DVD            | 439          | 1,05         |             |             |        |        |
| Réformons pour progresser               |                  |                | 439          | 1,05         |             |             |        |        |
|                                         |                  |                |              |              |             |             |        |        |
| Inscrits                                | Inscrits         | Inscrits       | 68 246       | 100,00       | 68 246      | 100,00      | 53     |        |
| Abstentions                             | Abstentions      | Abstentions    | 25 229       | 36,97        | 21 485      | 31,48       |        |        |
| Votants                                 | Votants          | Votants        | 43 017       | 63,03        | 46 761      | 68,52       |        |        |
| Blancs ou nuls                          | Blancs ou nuls   | Blancs ou nuls | 1 378        | 3,20         | 1 511       | 3,23        |        |        |
| Exprimés                                | Exprimés         | Exprimés       | 41 639       | 96,80        | 45 250      | 96,77       |        |        |
| * Liste de la maire sortante            |                  |                |              |              |             |             |        |        |

### Thaon-les-Vosges(Vosges)
- Maire sortant : Dominique Momon (UMP)
- Maire réélu : Dominique Momon (UMP)

- Contexte : Annulation du scrutin du 9 mars 2008 par le tribunal administratif de Nancy puis le Conseil d'État[92].

|                             | Dominique Momon * | UMP - DVD      | 1 948 | 59,01  | 24 |  |  |  |
| Vivre ensemble à Thaon      |                   |                | 1 948 | 59,01  | 24 |  |  |  |
|                             | Jean-Paul Gadroy  | SE             | 750   | 22,72  | 3  |  |  |  |
| Thaon, autrement, avec vous |                   |                | 750   | 22,72  | 3  |  |  |  |
|                             | Gérard Grünenwald | DVG            | 603   | 18,27  | 2  |  |  |  |
| L'avenir de Thaon pour tous |                   |                | 603   | 18,27  | 2  |  |  |  |
|                             |                   |                |       |        |    |  |  |  |
| Inscrits                    | Inscrits          | Inscrits       | 5 880 | 100,00 | 29 |  |  |  |
| Abstentions                 | Abstentions       | Abstentions    | 2 490 | 42,35  |    |  |  |  |
| Votants                     | Votants           | Votants        | 3 390 | 57,65  |    |  |  |  |
| Blancs ou nuls              | Blancs ou nuls    | Blancs ou nuls | 89    | 2,63   |    |  |  |  |
| Exprimés                    | Exprimés          | Exprimés       | 3 301 | 97,37  |    |  |  |  |
| * Liste du maire sortant    |                   |                |       |        |    |  |  |  |

### Trèbes(Aude)
- Maire sortant : Claude Banis (DVD)
- Maire élu ou réélu : Claude Banis (DVD)

- Contexte : Annulation du scrutin des 9 et 16 mars 2008 par le Conseil d'État.

| Tête de liste            | Tête de liste  | Liste          | Premier tour | Premier tour | Second tour | Second tour | Sièges | Sièges |
| Tête de liste            | Tête de liste  | Liste          | Voix         | %            | Voix        | %           | CM     |        |
| ------------------------ | -------------- | -------------- | ------------ | ------------ | ----------- | ----------- | ------ | ------ |
|                          | Claude Banis * | DVD            | 1 568        | 46,78        | 1 734       | 49,87       | 22     |        |
| Un Trèbes d'avance       |                |                | 1 568        | 46,78        | 1 734       | 49,87       | 22     |        |
|                          | Gisèle Jourda  | PS             | 1 444        | 43,08        | 1 528       | 43,94       | 7      |        |
| Trèbes avant tout        |                |                | 1 444        | 43,08        | 1 528       | 43,94       | 7      |        |
|                          | Bernard Vidal  | SE             | 340          | 10,14        | 215         | 6,18        | 0      |        |
| Un nouvel art de ville   |                |                | 340          | 10,14        | 215         | 6,18        | 0      |        |
|                          |                |                |              |              |             |             |        |        |
| Inscrits                 | Inscrits       | Inscrits       | 4 163        | 100,00       | 4 163       | 100,00      | 29     |        |
| Abstentions              | Abstentions    | Abstentions    | 754          | 18,11        | 642         | 15,42       |        |        |
| Votants                  | Votants        | Votants        | 3 409        | 81,89        | 3 521       | 84,58       |        |        |
| Blancs ou nuls           | Blancs ou nuls | Blancs ou nuls | 57           | 1,67         | 44          | 1,25        |        |        |
| Exprimés                 | Exprimés       | Exprimés       | 3 352        | 98,33        | 3 477       | 98,75       |        |        |
| * Liste du maire sortant |                |                |              |              |             |             |        |        |

### Trélissac(Dordogne)
- Maire sortant : Francis Colbac (PCF)
- Maire réélu : Francis Colbac (PCF)

- Contexte : Annulation du scrutin des 9 et 16 mars 2008 par le Conseil d'État.

|                                 | Francis Colbac * | PCF - PS (UG)  | 1 883 | 54,05  | 22 |  |  |  |
| Liste d'union démocratique      |                  |                | 1 883 | 54,05  | 22 |  |  |  |
|                                 | Pierre Maly      | SE - MoDem     | 1 004 | 28,82  | 4  |  |  |  |
| Rassemblés pour Trélissac       |                  |                | 1 004 | 28,82  | 4  |  |  |  |
|                                 | Gilbert Tardieu  | DVD            | 597   | 17,14  | 3  |  |  |  |
| Agir autrement - Trélissac 2009 |                  |                | 597   | 17,14  | 3  |  |  |  |
|                                 |                  |                |       |        |    |  |  |  |
| Inscrits                        | Inscrits         | Inscrits       | 4 875 | 100,00 | 29 |  |  |  |
| Abstentions                     | Abstentions      | Abstentions    | 1 321 | 27,10  |    |  |  |  |
| Votants                         | Votants          | Votants        | 3 554 | 72,90  |    |  |  |  |
| Blancs ou nuls                  | Blancs ou nuls   | Blancs ou nuls | 70    | 1,97   |    |  |  |  |
| Exprimés                        | Exprimés         | Exprimés       | 3 484 | 98,03  |    |  |  |  |
| * Liste du maire sortant        |                  |                |       |        |    |  |  |  |

### Tsingoni(Mayotte)
- Maire sortant : Ibrahim Amédi Boinahery (SE)
- Maire réélu : Ibrahim Amédi Boinahery (SE)

- Contexte : Annulation du scrutin des 9 et 16 mars 2008 par le Conseil d'État[96].

|                                                       | Ibrahim Amédi Boinahery * | SE - DVG       | 1 102 | 51,28  | 22 |  |  |  |
| Union pour le développement de la commune de Tsingoni |                           |                | 1 102 | 51,28  | 22 |  |  |  |
|                                                       | Ali Souf                  | UMP            | 1 047 | 48,72  | 7  |  |  |  |
| Ensemble pour changer la commune                      |                           |                | 1 047 | 48,72  | 7  |  |  |  |
|                                                       |                           |                |       |        |    |  |  |  |
| Inscrits                                              | Inscrits                  | Inscrits       | 3 529 | 100,00 | 29 |  |  |  |
| Abstentions                                           | Abstentions               | Abstentions    | 1 341 | 38,00  |    |  |  |  |
| Votants                                               | Votants                   | Votants        | 2 188 | 62,00  |    |  |  |  |
| Blancs ou nuls                                        | Blancs ou nuls            | Blancs ou nuls | 39    | 1,78   |    |  |  |  |
| Exprimés                                              | Exprimés                  | Exprimés       | 2 149 | 98,22  |    |  |  |  |
| * Liste du maire sortant                              |                           |                |       |        |    |  |  |  |

### Vias(Hérault)
- Maire sortant : Richard Monédéro (PS)
- Maire réélu : Richard Monédéro (PS)

- Contexte : Annulation du scrutin des 9 et 16 mars 2008 par le tribunal administratif de Montpellier puis le Conseil d'État.

|                             | Richard Monédéro * | PS - PCF - PRG (UG) | 1 838 | 56,36  | 23 |  |  |  |
| Vias dynamique et solidaire |                    |                     | 1 838 | 56,36  | 23 |  |  |  |
|                             | Gérard Mouralis    | UMP - DVD           | 1 423 | 43,64  | 6  |  |  |  |
| Ensemble au service de Vias |                    |                     | 1 423 | 43,64  | 6  |  |  |  |
|                             |                    |                     |       |        |    |  |  |  |
| Inscrits                    | Inscrits           | Inscrits            | 4 267 | 100,00 | 29 |  |  |  |
| Abstentions                 | Abstentions        | Abstentions         | 960   | 22,50  |    |  |  |  |
| Votants                     | Votants            | Votants             | 3 307 | 77,50  |    |  |  |  |
| Blancs ou nuls              | Blancs ou nuls     | Blancs ou nuls      | 46    | 1,39   |    |  |  |  |
| Exprimés                    | Exprimés           | Exprimés            | 3 261 | 98,61  |    |  |  |  |
| * Liste du maire sortant    |                    |                     |       |        |    |  |  |  |